# Театр мимики и жеста (Гомель)
Театр мимики и жеста — театр в городе Гомеле Гомельской области Белоруссии.

## История и описание
В 1953 году был основан Театр мимики и жеста, в 1973 году тетр получил звание народного. Народному театру мимики и жеста «Инклюзион» в 2018 году исполнилось 65 лет со дня создания и 45 лет со дня присвоения звания «Народный любительский коллектив».
В разные годы театром руководили: Степан Голованов (с 1953), Пётр Воробьёв (с 1967), Василий Белов (с 1972), Валерий Иванов (с 1979), заслуженный артист РБ Виктор Чепелев (с 1989), Любовь Соболева, заслуженный артист РБ Евгений Дашков, Анна Ковалькова.
Театр основан неслышащими людьми. Общаются здесь жестами и мимикой. Спектакли отличаются движениями, танцами, хореографией. Артисты не имеют театрального образования. Занимаются любимым делом в свободное от работы время. Их дублируют дикторы. А это интересно любой аудитории. В программе постановки советских драматургов, зарубежных классиков. На счету более 50 спектаклей.
Коллектив театра неоднократно был лауреатом Республиканского смотра самодеятельного творчества (1975, 1977, 1981) и Всесоюзного смотра (1983-85), а также международных конкурсов и фестивалей. В 2018 году театр стал лауреатом III Международного конкурса «Инклюзив АРТ» в Екатеринбурге за постановку «Эзоп и Клея».
Театр мимики и жеста «Инклюзив» гастролирует в области и республике.